# Georgië op het Eurovisiesongfestival 2023

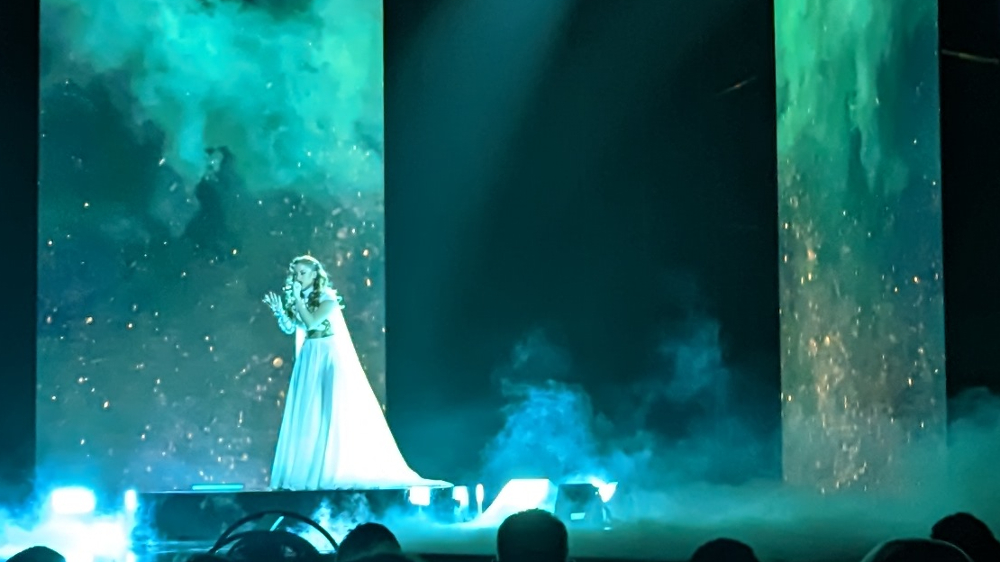
Iru tijdens de repetities in Liverpool.

Georgië nam deel aan het Eurovisiesongfestival 2023 in Liverpool, Verenigd Koninkrijk. De Georgische publieke omroep (GPB) was verantwoordelijk voor de Georgische bijdrage voor de editie van 2023.

## Selectieprocedure
Drie maanden na afloop van het Eurovisiesongfestival 2022, op 25 augustus 2022, maakte de Georgische publieke omroep officieel bekend te zullen deelnemen aan de volgende editie van het Eurovisiesongfestival en maakte ook de selectiewijze bekend. Georgië hoopte in 2023 met de winnaar van The Voice weer eens een finaleplek te behalen, iets wat al sinds 2016 niet meer was voorgekomen. De laatste top10-klassering was in 2011.
De omroep opende de inschrijving voor de talentenjacht en de winnaar zou Georgië gaan vertegenwoordigen in het Verenigd Koninkrijk. Op 2 februari 2023 won Iru Chetsjanovi The Voice of Georgia en won daarmee het ticket voor Liverpool. Chetsjanovi had in 2011 het Junior Songfestival gewonnen als lid van de groep Candy. De zangeres ging samen met de omroep op zoek naar een geschikt lied. De keuze voor Echo werd op 11 maart 2023 bekendgemaakt.

## In Liverpool
Georgië was als elfde aan de beurt in de tweede halve finale op donderdag 11 mei. Georgië kwam niet uit de enveloppes als een van de tien finalisten voor de grote finale op zaterdag. Dit was de zesde keer op rij dat het land de finale niet wist te halen.
2007 · 2008 · 2009 · 2010 · 2011 · 2012 · 2013 · 2014 · 2015 · 2016 · 2017 · 2018 · 2019 · 2020 · 2021 · 2022 · 2023 · 2024 · 2025
Albanië · Armenië · Australië · Azerbeidzjan · België · Cyprus · Denemarken · Duitsland · Estland · Finland · Frankrijk · Georgië · Griekenland · Ierland · IJsland · Israël · Italië · Kroatië · Letland · Litouwen · Malta · Moldavië · Nederland · Noorwegen · Oekraïne · Oostenrijk · Polen · Portugal · Roemenië · San Marino · Servië · Slovenië · Spanje · Tsjechië · Verenigd Koninkrijk · Zweden · Zwitserland